# Assemblea nazionale (Senegal)
L'Assemblea nazionale (in francese: Assemblée nationale) è il parlamento monocamerale del Senegal.
Le sue funzioni sono disciplinate dai Titoli VI e VII della Costituzione (artt. 59 ss.).
Dal 1999 al 2001 e dal 2007 al 2012 ha costituito la camera bassa del parlamento, allora comprendente anche il Senato.

## Caratteristiche
L'assemblea è eletta a suffragio universale diretto per un mandato di 5 anni. Essa può essere tuttavia sciolta in anticipo dalla Presidenza della Repubblica.
La legge fissa a 165 il numero dei suoi componenti (art. 144 code électoral): 105 sono eletti mediante sistema maggioritario a turno unico, nell'ambito di altrettanti collegi uninominali (15 dei quali spettanti ai senegalesi all'estero); 60 con sistema proporzionale all'interno di una circoscrizione unica nazionale (art. 146).